# 24 Horas de Le Mans de 1932
As 24 Horas de Le Mans de 1932 foi o 10º grande prêmio automobilístico das 24 Horas de Le Mans, tendo acontecido nos dias 18 e 19 de junho 1932 em Le Mans, França no autódromo francês, Circuit de la Sarthe.

## Resultados Finais
| Pos    | Class | Nº | Equipe                      | Pilotos                                       | Chassis                 | Motor                           | Voltas |
| ------ | ----- | -- | --------------------------- | --------------------------------------------- | ----------------------- | ------------------------------- | ------ |
| 1      | 3.0   | 8  | Raymond Sommer              | Raymond Sommer Luigi Chinetti                 | Alfa Romeo 8C 2300LM    | Alfa Romeo 2.3L Supercharged I8 | 218    |
| 2      | 3.0   | 11 | Soc. Anon. Alfa Romeo       | Franco Cortese Giovanni Battista Guidotti     | Alfa Romeo 8C 2300LM    | Alfa Romeo 2.3L Supercharged I8 | 216    |
| 3      | 3.0   | 6  | Arthur W. Fox               | Brian E. Lewis Tim Rose-Richards              | Talbot AV105            | Talbot 3.0L I6                  | 180    |
| 4      | 2.0   | 18 | Mme. Odette Siko            | Odette Siko Louis Charaval                    | Alfa Romeo 6C 1750      | Alfa Romeo 1.7L I6              | 179    |
| 5      | 1.5   | 20 | Aston Martin Ltd.           | Sammy Newsome Henken Widengren                | Aston Martin 1½ Le Mans | Aston Martin 1.5L I4            | 174    |
| 6      | 1.5   | 23 | Jean Sébilleau              | Jean Sébilleau Georges Delaroche              | Bugatti Type 40         | Bugatti 1.5L I4                 | 172    |
| 7      | 1.5   | 21 | Aston Martin Ltd.           | A.C. Bertelli Pat Driscoll                    | Aston Martin 1½ Le Mans | Aston Martin 1.5L I4            | 168    |
| 8      | 1.1   | 29 | Ecurie de l'Ours            | Charles Auguste Martin Auguste Bodoignet      | Amilcar CO              | Amilcar 1.1L I6                 | 151    |
| 9      | 1.1   | 26 | Roger Labric                | Roger Labric Yves Giraud-Cabantous            | Caban Spéciale          | Caban 1.1L I4                   | 146    |
| 10 DNF | 3.0   | 16 | Count Stanislaus Czaykowski | Count Stanislaus Czaykowski Ernest Friederich | Bugatti Type 55         | Bugatti 2.3L I8                 | 180    |
| 11 DNF | 1.1   | 22 | Just-Emile Vernet           | Just-Emile Vernet Fernand Vallon              | Salmson GS              | Salmson 1.1L I4                 | 111    |
| 12 DNF | 3.0   | 9  | Lord Howe                   | Lord Howe Sir Henry Birkin                    | Alfa Romeo 8C 2300LM    | Alfa Romeo 2.3L Supercharged I8 | 110    |
| 13 DNF | 1.5   | 24 | Charles Druck               | Charles Druck Lucien Virlouvet                | Bugatti Type 40         | Bugatti 1.5L I4                 | 98     |
| 14 DNF | 750   | 32 | Francis Samuelson           | Francis Samuelson Norman Black                | MG C-type Midget        | MG 0.7L I4                      | 57     |
| 15 DNF | 1.5   | 22 | Aston Martin Ltd.           | Kenneth Peacock Jack Bezzant                  | Aston Martin 1½ Le Mans | Aston Martin 1.5L I4            | 53     |
| 16 DNF | 3.0   | 12 | "Heldé"                     | Pierre-Louis Dreyfus Mariette Delangle        | Alfa Romeo 8C 2300      | Alfa Romeo 2.3L Supercharged I8 | 25     |
| 17 DNF | 3.0   | 15 | Guy Bouriat                 | Guy Bouriat Louis Chiron                      | Bugatti Type 55         | Bugatti 2.3L I8                 | 23     |
| 18 DNF | 3.0   | 10 | Soc. Anon. Alfa Romeo       | Ferdinando Minoia Carlo Canavesi              | Alfa Romeo 8C 2300      | Alfa Romeo 2.3L Supercharged I8 | 22     |
| 19 DNF | 8.0   | 1  | Henri Stoffel               | Marcel Foucret Paul Foucret                   | Mercedes-Benz SSK       | Mercedes-Benz 7.1L I6           | 22     |
| 20 DNF | 8.0   | 3  | E.H. Brisson                | Éduoard Brisson Joseph Cattaneo               | Stutz DV32              | Stutz 5.4L I8                   | 19     |
| 21 DNF | 3.0   | 14 | Prince Djordjadze           | Attilio Marinoni Angelo Guatta                | Alfa Romeo 8C 2300      | Alfa Romeo 2.3L Supercharged I8 | 14     |
| 22 DNF | 1.1   | 27 | Roger Labric                | Gustave Duverne Georges Boréal                | B.N.C.                  | B.N.C. 1.1L I4                  | 9      |
| 23 DNF | 1.1   | 30 | John Ludovic Ford           | John Ludovic Ford Maurice Baumer              | Alta                    | Alta 1.1L I4                    | 6      |
| 24 DNF | 1.5   | 25 | Jean Danne                  | Jean Danne Jacques Gergaud                    | Rally NCP               | Rally 1.4L I4                   | 6      |
| 25 DNF | 5.0   | 5  | Jean Trévoux                | Jean Trévoux "Mary"                           | Bentley Blower C        | Bentley 4.4L Supercharged I4    | 1      |

Legenda :DNQ = Não largou - DNF = Abandono - NC = Não classificado - DSQ= Desqualificado